# Le origini del pensiero greco
Le origini del pensiero greco è un saggio dello storico e antropologo francese Jean-Pierre Vernant, edito in Italia da Editori riuniti nel 1976.
L'opera è divisa in otto capitoli e un'introduzione:
- I. Il quadro storico
- II. Il regno miceneo
- III. La crisi della sovranità
- IV. L'universo spirituale della polis
- V. La crisi della città. I primi sapienti
- VI. L'organizzazione del cosmo umano
- VII. Cosmogonia e miti della sovranità
- VIII. La nuova immagine del mondo

Ciò che Vernant si propone con quest'opera è individuare la via lungo la quale il pensiero greco è trascorso dall'ambito mitico-religioso a quello logico-razionale o filosofico. A questo fine, lo storico francese ritiene fondamentale confrontare il periodo miceneo con i secoli VIII e VII a.C., quelli cioè in cui getta le basi il regime della polis e con essa quella laicizzazione del pensiero politico che fu premessa alla nascita della filosofia.

## Descrizione e analisi

### Struttura del lavoro
Dopo un'accurata contestualizzazione storica, l'autore ricostruisce la progressiva formazione di una nuova forma di organizzazione politica sulle coste del Mediterraneo orientale del VI secolo a.C., la città-stato (polis), legata all'emergere di una forma di pensiero razionale, rappresentata in particolare dalla filosofia greca. Questo evento storico è descritto come il passaggio dal "mythos al logos" ("dal mito alla ragione").

### Riepilogo per capitoli
Introduzione
La religione e la mitologia della Grecia classica sono radicate in un passato miceneo reso più accessibile dalla decifrazione della scrittura Lineare B. Nel XII secolo a.C. la civiltà micenea crolla a seguito delle invasioni doriche: un'intera forma di vita sociale, un intero universo spirituale e psicologico scompare e si trasforma. L'abbandono del Re divino in favore di uno Stato basato sull'attività dei cittadini prepara una doppia innovazione: l'istituzione della polis e la nascita del pensiero razionale. Dall'VIII secolo a.C., nel quadro di una ripresa delle relazioni con l'Oriente, la Grecia afferma la sua identità originale, la sua propensione a secolarizzare il pensiero politico. Se desideriamo redigere il certificato di nascita della ragione greca, esso risiede in questo tornante tra l'ottavo secolo e il background miceneo.
I. Il quadro storico
Molto prima della nascita del pensiero greco, intorno al secondo millennio a.C., il Mediterraneo non è ancora diviso tra Oriente e Occidente: esso raccoglie una serie di popoli diversi che partecipano di una stessa cultura. Il mondo miceneo inizia a formarsi tra la Grecia continentale e Creta. È in contatto, attraverso scambi commerciali, con il Medio Oriente e l'Egitto.
II. La monarchia micenea
La vita sociale si organizza attorno al palazzo e all'anax, il re che, oltre ad avere una funzione religiosa, concentra in sé il potere politico, militare ed economico del regno. Se il potere è centralizzato, i signori, o basili, vassalli, godono di una relativa autonomia. Gli scribi cretesi mettono le loro abilità al servizio del regno e sviluppano tecniche amministrative e di contabilità essenziali per il governo del regno. La sovranità micenea scomparirà con l'invasione dei Dori. Ciò causerà anche la perdita di contatto tra il mondo greco e l'Oriente e la scomparsa della scrittura.
III. La crisi della sovranità
Inizia una nuova era: da un regno governato da un autocrate si passa a una pluralità di città-stato in cui il potere è condiviso tra aristocrazia e rurali. Si può parlare di una "esplosione di sovranità" perché, mentre prima tutti i poteri erano concentrati nelle mani del re, ora sono distribuiti tra tutti i cittadini. La politica, la vita della città, i problemi di interesse generale diventano "il business di tutti" e sono dibattuti nell'Agorà, la piazza pubblica nel centro della città, dove si affrontano gli argomenti di interesse generale. Ha così l'inizio la città-stato (Polis), composta da cittadini liberi, autonomi e uguali (VIII-VII secolo a.C.).
IV: L'universo spirituale della Polis
La nascita della Polis non comporta immediatamente la nascita della ragione greca, ma a lungo andare sarà quel contesto che permetterà di forgiare un nuovo pensiero. La polis stabilisce il prestigio della parola, propone il dibattito, la discussione e il confronto delle idee. L'universo spirituale della Polis è caratterizzato da tre tipi di pensatori: i Saggi, i sofisti e i filosofi. Il saggio è un cittadino considerato superiore, detentore di una parola vera. I sofisti sono intellettuali che vendono la loro verità (relativismo) e sono molto presenti nello spazio pubblico. All'opposto, i filosofi saranno riluttanti a esporre le loro conoscenze nella sfera privata di una setta o in un dibattito pubblico (e quindi prendere parte all'attività politica). Inoltre, i cittadini si considerano pari tra loro: nasce il principio di uguaglianza (isonomia - VI secolo). Ma l'uguaglianza del mondo greco non è quella che conosciamo oggi, ma coincide essenzialmente col piano politico: è l'uguale partecipazione di tutti i cittadini all'esercizio del potere.
V. La crisi della città. I Saggi
Tra VII e VI secolo si osserva una ripresa delle relazioni commerciali nel Mediterraneo, tra la Grecia e l'Oriente. Lo scambio di ricchezza è un segno di potere. Il divario economico tra aristocrazia e contadini sta crescendo, soprattutto perché ci sono sempre più persone da sfamare. Ciò genera un momento di crisi, di disordini e conflitti interni in cui violenza e ingiustizia sono costanti. Occorre dunque cercare un equilibrio per mantenere il corpo sociale della Polis e per avere una città unita. A sostenere questo ruolo saranno i sacerdoti e i Saggi: in un certo modo essi creeranno la Legge e la Giustizia, che dovranno applicarsi allo stesso modo per tutti.
VI. L'organizzazione del cosmo umano
I movimenti religiosi non solo hanno posto le basi per la legge e l'uguaglianza all'interno della Polis, ma hanno anche ispirato riflessioni morali e politiche. Due visioni si opporranno. Solone vuole dare ad ogni cittadino la quota di potere che gli appartiene secondo la sua ricchezza. Non esiste una piena uguaglianza di cittadini, ma una cosiddetta uguaglianza geometrica. Quindi abbiamo un cosmo mantenuto per legge in un ordine gerarchico. A questa corrente aristocratica si opporrà una corrente più democratica che definisce tutti i cittadini come uguali a prescindere dalla fortuna o dalla virtù. I cittadini hanno esattamente gli stessi diritti di partecipare a tutti gli aspetti della vita pubblica. Grazie a Clistene, l'ideale di isonomia è reso possibile. Il mondo sociale assume la forma di un cosmo circolare e centrato, in cui ogni cittadino ha una funzione assegnatagli per la durata di 1/10 dell'anno e occupa tutte le funzioni secondo l'ordine del tempo. Le relazioni sociali non sono più soggette a gerarchia: nasce un universo omogeneo, senza differenziazione dei cittadini in base alla loro ricchezza. Quindi,  un Cosmo unito.
VII. Cosmogonia e miti della sovranità
Dopo essersi liberata della regalità micenea e aver creato la polis e stabilito il principio di uguaglianza, la ragione greca sorge gradualmente verso il VI secolo a.C.
In realtà, questa ragione ha origine, distinguendosene, dalle cosmogonie e dai miti della sovranità. Le cosmogonie sono storie sulla creazione e l'origine del mondo, e i miti della sovranità tentano di spiegare come viene ordinato il mondo e chi lo dirige.
E in realtà i miti vanno progressivamente tramontando e si cerca di spiegare l'origine del mondo non grazie ai poteri divini ma attraverso le realtà naturali. Tuttavia, i cosiddetti "fisici" tengono un discorso non dissimile da quello teologico: sostituiscono i poteri divini con le realtà fisiche. I fisici non conoscono, per esempio, il concetto di sperimentazione.
Ma Vernant dimostra che il discorso di questi fisici produrrà un nuovo atteggiamento di spirito e una liberazione dai miti e dalla religione. Ed è in questo che si può parlare della nascita della ragione greca e di un pensiero razionale. Tuttavia, Vernant dice che non è un "miracolo greco" come spesso sentiamo, perché questi concetti non sono comparsi miracolosamente ma, al contrario, attraverso un lungo processo.
Alla scuola di Mileto, i primi "fisici" furono Talete, Anassimandro e Anassimene.
VIII. La nuova immagine del mondo
I greci ebbero una visione del mondo influenzata dall'astronomia e dalla geometria, collocando la Terra al centro dell'universo. Ritenevano che se la Terra è immobile e non cade, è perché è equidistante da tutti gli altri punti dell'universo. I greci quindi ponevano relazioni di uguaglianza in natura. Intendevano organizzare il cosmo sociale della città e il potere della città nello stesso modo in cui è organizzata la natura. Ecco perché decisero di mettere il potere nel centro, e alla stessa distanza da tutti i cittadini. Fu questa disposizione del potere nel centro che consentì di equilibrare la città, di avere un potere stabile e democratico. L'agorà, lo spazio pubblico e secolarizzato ne divenne il simbolo: nel centro della città, consentiva il confronto tra i cittadini.
Conclusione
Le origini del pensiero greco gettano le radici nel sistema politico democratico che si stabilisce in Grecia verso il sesto secolo. La polis si basa infatti sul dibattito argomentato dei cittadini tra di loro, che ha permesso un graduale allontanamento dai miti. Sotto questo riguardo, è significativa la frase conclusiva del saggio: «La ragione greca è "figlia" della città». In Grecia è nata, non la ragione, ma UNA ragione (un leitmotiv di J.-P. Vernant, che si ritrova ad esempio in Tra mito e politica).
Sebbene ispirato al pensiero greco, il razionalismo e la scienza moderna differiscono sotto molti aspetti (a partire dall'enfasi posta sulla scienza sperimentale). Secondo Vernant, l'emergere del pensiero razionale greco è stato principalmente un fatto politico e riguarda i rapporti tra gli uomini piuttosto che la relazione con le cose. Così, fu la nascita della città che permise l'emergere della ragione greca.